# 音楽における折衷主義
折衷主義（Eclecticism）という用語は、音楽理論や音楽批評において、多様な音楽ジャンルの使用のことを指している。ミュージシャンは、その作品がカントリー、ロック、プログレッシブ、クラシック、アンビエントなどのさまざまなジャンルに属している場合、折衷的であると表現される可能性がある。折衷的なミュージシャンたちは、作品の中で歴史的な言及を使用することがある。ひとつの曲において、その作曲、編曲、制作を通じて、歴史的な形式やテクニックを参照することができる。

## ポピュラー・ミュージックにおける例

### 「ハニー・パイ」
ビートルズの作品は、グループならではの折衷主義が特徴となっている。彼らの1968年の楽曲「ハニー・パイ」は、この折衷的な音楽制作方法を示す有益な例といえる。
たとえば、この曲のイントロではポール・マッカートニーのボーカル（「Now she's hit the big time!」）が、レコード盤のパチパチ音が追加される中、1930年代風のラジオ・アナウンスに似せてエコライジングされている。
この曲のアレンジも歴史的なものになっている。曲に伴うジャズの管楽器によるアンサンブルは、20世紀初頭のイギリスで人気があったラグタイム、ヴォードヴィル、ミュージックホールのスタイルに似ている。

## クラシック理論
この用語は、複数の作曲スタイルを組み合わせた作曲家の音楽を説明するために使用できる。例としては、半音対位法の上で五音音階のフォーク・ソングにおいて全音音階の変種を使用したり、四分音階または二次和音の上で三分音符のアルペジオによるメロディーを使用した作曲家が挙げられる。
折衷主義は、フォーク・ソングやその変奏曲の直接引用（例：マーラーの『交響曲第1番』）、または他の作曲家の直接引用（例：ベリオの『シンフォニア』）など、あらゆるスタイルの引用によっても発生する可能性がある。

## 参照
- 多様式主義
- プログレッシブ・ミュージック